# Мендрізіо (округ)
Мендрізіо (італ. Distretto di Mendrisio) — округ у Швейцарії в кантоні Тічино.
Адміністративний центр — Мендрізіо.

## Громади
У таблиці наведено список громад округу станом на 2022 рік, населення та площа станом на 2019 рік.

| Українська назва   | Оригінальна назва | Код BFS | Населення | Площа |
| ------------------ | ----------------- | ------- | --------- | ----- |
| Балерна            | Balerna           | 5242    | 3270      | 2,5   |
| Бреджа             | Breggia           | 5269    | 1936      | 25,5  |
| Вакалло            | Vacallo           | 5268    | 3383      | 1,6   |
| Кастель-Сан-П'єтро | Castel San Pietro | 5249    | 2194      | 11,8  |
| Кольдреріо         | Coldrerio         | 5251    | 2903      | 2,5   |
| К'яссо             | Chiasso           | 5250    | 7759      | 5,4   |
| Мендрізіо          | Mendrisio         | 5254    | 14870     | 31,8  |
| Морбіо-Інферйоре   | Morbio Inferiore  | 5257    | 4517      | 2,3   |
| Новаццано          | Novazzano         | 5260    | 2346      | 5,2   |
| Ріва-Сан-Вітале    | Riva San Vitale   | 5263    | 2654      | 6,1   |
| Стабіо             | Stabio            | 5266    | 4510      | 6,2   |